# Friedrich Wilhelm Heine
Friedrich Wilhelm Heine (Lipcse, 1845. március 25. – Milwaukee, 1921. augusztus 27.) német származású festőművész, aki életképeiről és a skandináv mitológiát ábrázoló festményeiről ismert. A németországi Lipcsében született és a wisconsini Milwaukee-ban halt meg.

## Élete
Friedrich Wilhelm Heine élete első negyven évét Németországban töltötte. Tizennégy éves korában réz- és acélmetsző tanoncnak tanult. Később a lipcsei és a weimari akadémián tanult Németországban. 1861 és 1866 között könyvillusztrátorként és tervezőként dolgozott.
Háborús tudósító és rajzoló volt a porosz hadseregnél Ausztriában, és az 1871-es porosz-francia háborúban tábori művész. Háborús művészként szerzett németországi hírneve miatt 1885-ben Heinét Milwaukee-ba hívták, hogy felügyelje a Wells Street 628. szám alatt található American Panorama Company festményeinek kompozícióit. Egyike volt annak a mintegy húsz német művésznek, akiket a Missionary Ridge megrohamozása / Chattanooga-i csata és az atlantai csata megfestésével bíztak meg.

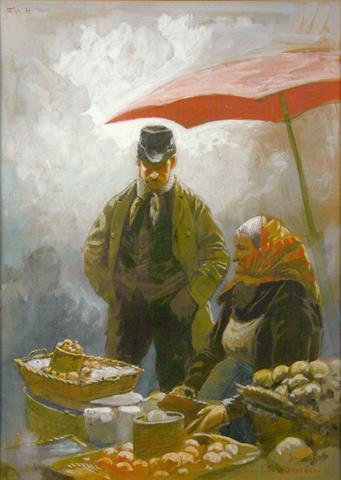
"Altmarkt Dresden" a Wisconsini Művészeti Múzeum gyűjteményében

1887-ben Heine és August Lohr megvásárolta a Wells Street-i műtermet az American Panorama Company-tól, és megalapították a Lohr & Heine panorámatársaságot. Ezt követően elkészítették a Jeruzsálem a keresztre feszítés napján című panorámaképet. 1888-ban Lohr, Heine, Boos Imre és Paul Zabel megalakították a Milwaukee Panorama Co-t, és elkészítették a Krisztus diadalmas bevonulása Jeruzsálembe című képet. A Wells Street-i műteremben legalább nyolc panorámakép készült.
1888-ban megnyitotta a Heine Művészeti Iskolát, egy akvarell- és rézkarcstúdiót, ahol a diákok felöltözött modellek alapján dolgozhattak. Az iskola a Milwaukee-i Iron Block Buildingben volt, a helyi művészek kedvenc helyén. A spanyol-amerikai háború (1895-1898) után Heine, Lohr, Peter, Rohrbeck és Biberstein 1898-ban San Franciscóba ment, hogy megfestse a Manilai-öböli csata című panorámaképet.
1900-ban egy másik művésszel, George Peterrel Jeruzsálembe utazott, hogy templombelsőket vázoljon fel egy falfestménysorozathoz, amelyet az 1904-es St. Louis-i Világkiállításon mutattak be.

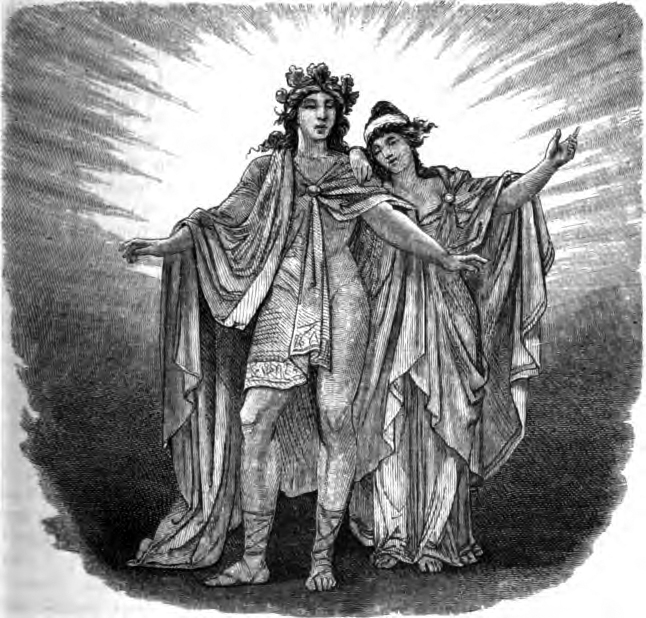
Balder und Nanna by F. W. Heine

1908-ban Heine a wisconsini Door megyébe és a kaliforniai Muir Woodsba utazott, és számos akvarellfestménye ezeknek az utaknak az eredménye. Heine volt az egyik alapító tagja a Milwaukee-i Művészek Társaságának, amely ma Wisconsin Painters and Sculptors néven ismert. Korai művei jól meghatározott ecsetvonásokról és a részletekre való aprólékos odafigyelésről tanúskodtak. Későbbi művei szélesebb és kevésbé meghatározott formavilágot és tonalista minőséget mutattak.

## Kiállítások (válogatás)

### Egyéni kiállítások
- 1921: Aquarelle Amerikanischer Landschafts-Szenerien im Historischen Museum in Leipzig

### Közös kiállítások
- 1900: Early annuals of Society of Milwaukee Artists
- 1918: Wisconsin Painters and Sculptors Exhibition
- 1921: Milwaukee Art Institute, Wisconsin: The Works of Wisconsin Artists and Crafters
- 1981: University of Wisconsin–Milwaukee: Society of Milwaukee Artists 1900–1913
- 1989: West Bend Gallery of Fine Arts (heute bekannt als Museum of Wisconsin Art, (MoWA)), West Bend, Wisconsin: German Academic Painters in Wisconsin
- 1992: MoWA: Early Wisconsin Ambiance: Environments & Landscapes by Wisconsin’s Early Artists 1880–1940
- 1996: Bergstrom-Mahler Museum, Neenah, Wisconsin: Collecting the Art of Wisconsin: The Early Years

## Fordítás
Ez a szócikk részben vagy egészben  a   Friedrich Wilhelm Heine című angol Wikipédia-szócikk ezen változatának fordításán alapul.  Az eredeti cikk szerkesztőit annak laptörténete sorolja fel. Ez a jelzés csupán a megfogalmazás eredetét és a szerzői jogokat jelzi, nem szolgál a cikkben szereplő információk forrásmegjelöléseként.